# Blauwe Banaan

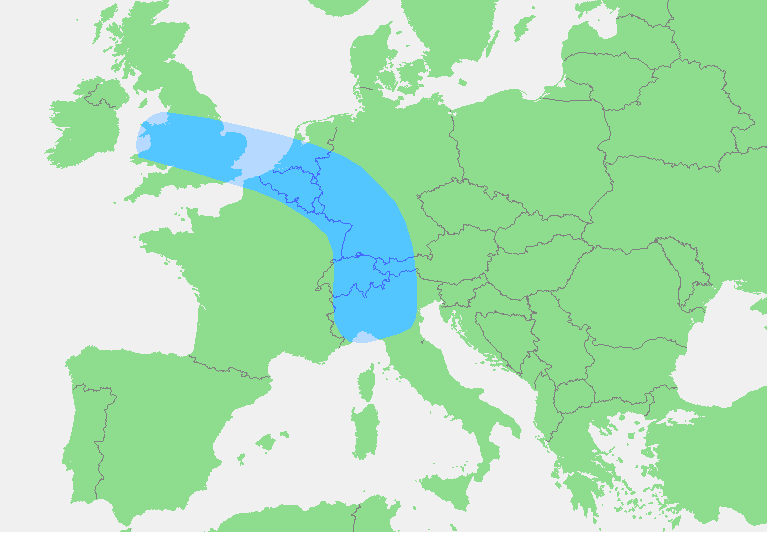
De Blauwe Banaan

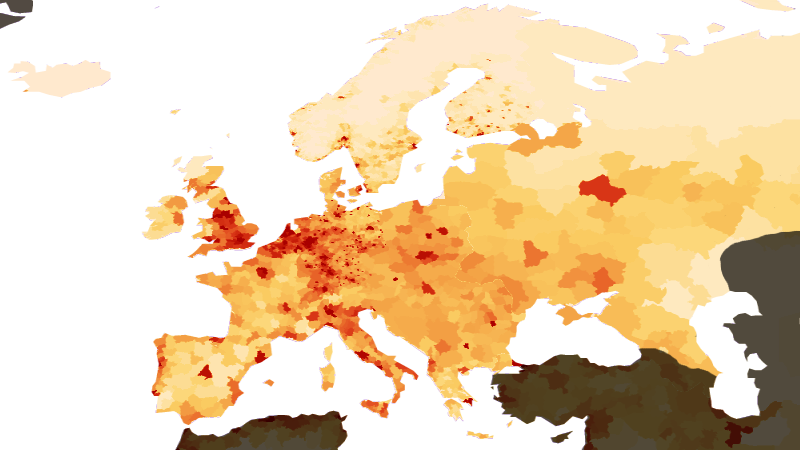
Bevolkingsdichtheid in Europa in 1994

De Blauwe Banaan is een ruimtelijk concept dat zijn oorsprong vond in 1989 en ontwikkeld is door onder andere Roger Brunet van het Franse instituut RECLUS. Het schetst een multinationale Europese megalopolis, die verschillende metropolen uit verschillende (West-)Europese staten omvat. Grofweg begint de Blauwe Banaan bij de agglomeraties van Milaan en Turijn, en eindigt het bij de agglomeraties in de West-Midlands van Groot-Brittannië, met daartussen de agglomeraties van onder andere de Randstad, de Vlaamse Ruit en het Ruhrgebied.

## Naam
De aaneenschakeling van grootstedelijke gebieden dankt haar naam aan de boog die het maakt als men begint bij de West-Midlands, en eindigt bij Milaan en Turijn. Het "blauw" in de naam hangt ermee samen dat de Sociale Wetenschappers van het Franse instituut RECLUS, waarover Roger Brunet de leiding had, diezelfde boog blauw hadden gekleurd in hun studies over dit onderwerp.

## Ontstaan van de Blauwe Banaan
Vanaf de 11e eeuw komen de Italiaanse stadstaten op. Venetië en Genua gaan de Middellandse Zee domineren, en gaan de Arabische wereld verbinden met Europa. Behalve oosterse goederen brengen hun schepen de Arabische wetenschap mee naar het westen. Zoals bijvoorbeeld de abacus, het telraam, dat aan de basis staat van de rekenkunde in de handel. Abacusscholen openen in alle Noord-Italiaanse steden hun deuren.
De tweede component is het bankwezen, dat zich vooral ontwikkelt in Milaan, de republiek Venetië en de handelsstaat Florence. De vruchten van de rekenkunst vinden hier hun toepassing in de dubbele boekhouding.
De Italiaanse steden drijven al in de 14e eeuw een levendige handel met de Vlaamse steden Gent en Brugge, centra van textielnijverheid. Op de aldus ontstane handelsroute liggen de Zuid-Duitse vrije steden Augsburg en Neurenberg. In de 15e eeuw nemen zij het initiatief over. Augsburg wordt het nieuwe handelscentrum in het verkeer tussen Noord-Italië en Noord-Europa. Ook het geldwezen vindt hier zijn nieuwe centrum, met name in het bankiershuis Fugger. Neurenberg wordt het middelpunt van innovatieve metaalindustrie.
In de 16e eeuw schuift het centrum verder naar het noorden. De Zuidelijke Nederlanden komen in de Bourgondische Kreits snel tot ontwikkeling. Industrie is er in het zuiden, handel en bankwezen in Vlaanderen en Brabant, vooral in Antwerpen.
De val van Antwerpen in 1585 brengt een nieuwe verschuiving noordwaarts op gang. Duizenden vluchtelingen, onder wie vele prominenten uit de financiële wereld, zetten hun activiteiten voort in Amsterdam, dat in de 17e eeuw tot grote bloei komt. Ook de lakenindustrie komt naar het noorden, met name naar Leiden en Haarlem.
Al in de 15e eeuw hebben de steden Gent en Brugge intensieve banden met Engeland. Ze importeren wol uit de Midlands, en hun wevers zetten een textielindustrie op in Londen. Maar de politieke woelingen staan dan nog een stedelijke ontwikkeling van Engeland in de weg.
De Glorious Revolution van 1688 maakt een einde aan deze instabiliteit. Londen neemt in de 18e eeuw de positie van Amsterdam als financieel centrum over. De industriële revolutie ten slotte brengt de Engelse Midlands en Noord-Engeland tot bloei. Birmingham, Coventry, Manchester, Leeds en Liverpool vormen het uiteinde van de banaan.
In de 19e eeuw vindt een snelle industrialisatie plaats van het middenstuk: het Ruhrgebied. Ook Zwitserland wordt een belangrijke schakel. De 20e eeuw ten slotte versterkt weer de plaats van Noord-Italië door de industrieën in Milaan en Turijn.

## Blauwe Banaan in de 21e eeuw

De Blauwe Banaan kan worden gezien als een Europese megalopolis, met meer dan 85 miljoen inwoners. En hoewel de verschillende agglomeraties die hiervan deel uitmaken in vroegere tijden vaak in verschillende tijdvakken een florissante economie (en de daarbij behorende welvaart) hadden, zijn deze stedelijke gebieden verder met elkaar verbonden, doordat zij als het ware "het" centrum van Europa zijn als het gaat om economie, innovatie en macht. Dit uit zich onder andere in het feit dat deze megalopolis gemiddeld een hoger bnp verdient dan de gemiddelde regio in de EU. Men denkt dat de Blauwe Banaan deze positie in de toekomst wellicht zal moeten afstaan aan de Gouden Banaan (de Zonnegordel), maar erg zeker is men daar niet van, aangezien in dat gebied zowel het aantal inwoners als de economie niet het niveau van de Blauwe Banaan halen.
Rond 2020 vertegenwoordigt de Blauwe Banaan een van 's werelds grootste concentraties aan mensen, geld en bedrijfsleven. Het is daarmee in definitie de grootste (of tweede, afhankelijk van waar men de grenzen van zowel de Blauwe Banaan, als die van de Taiheiyō Belt legt) Eerste Wereld megalopolis in de wereld. Buiten de 'Eerste Wereld' is alleen de megalopolis van de Ganges-riviervallei groter. Die laatste geldt niet als officiële megalopolis; het BNP daar verschilt niet veel met dat in de rest van de landen die de Ganges-Riviervallei vormen, en de grenzen zijn nooit formeel vastgesteld.

## Agglomeraties en steden in de Blauwe Banaan
De exacte agglomeraties die onder deze Europese 'megalopolis' vallen, inclusief schattingen van hun inwoneraantallen, zijn de volgende (beginnend in Engeland, eindigend in Italië):
- het grootstedelijke gebied van Liverpool, Verenigd Koninkrijk, 1,4 miljoen inwoners
- het grootstedelijke gebied van Manchester, Verenigd Koninkrijk, 2,6 miljoen inwoners
- het grootstedelijk gebied van Leeds, Verenigd Koninkrijk, 2,1 miljoen inwoners
- het grootstedelijke gebied van Birmingham, Verenigd Koninkrijk, 2,6 miljoen inwoners
- het grootstedelijke gebied van Londen, Verenigd Koninkrijk, 14 miljoen inwoners
- de Eurometropool Rijsel-Kortrijk-Doornik, Frankrijk en België, 2,1 miljoen inwoners
- de Vlaamse Ruit, Vlaanderen, België, 5,5 miljoen inwoners
- de Randstad (inclusief de Brabantse Stedenrij en de Stadsregio Arnhem Nijmegen), Nederland, 10,5 miljoen inwoners
- Euregio Enschede-Gronau, Nederland en Duitsland, 3,3 miljoen inwoners[1]
- Euregio Maas-Rijn (waaronder het samenwerkingsverband Alma), Nederland, België en Duitsland, 3,9 miljoen inwoners
- het Rijn-Ruhrgebied, Noordrijn-Westfalen, Duitsland, ruim 12 miljoen inwoners
- de Frankfurt Rhein-Main regio, Hessen, Rijnland-Palts en Beieren, Duitsland, 5,3 miljoen inwoners
- de agglomeratie van Bazel, Zwitserland, Duitsland en Frankrijk, ongeveer 700.000 inwoners
- het grootstedelijke gebied van Zürich, Zwitserland, 1,3 miljoen inwoners
- het grootstedelijke gebied van Milaan, 7,5 miljoen inwoners
- het grootstedelijke gebied van Turijn, Italië, 2,2 miljoen inwoners

Alles bij elkaar heeft de Blauwe Banaan dus tussen de 85 en 90 miljoen inwoners.
Dit aantal kan verschillen, daar er voor de vele agglomeraties die dit gebied kent, ook veel uiteenlopende inwoneraantallen zijn. Verder is het niet altijd duidelijk welke stedelijke gebieden er absoluut bij horen, en welke niet. Als men uitgaat van de criteria dat de Blauwe Banaan een grootstedelijk gebied is, waar gemiddeld meer bnp verdiend wordt dan in andere regio's van de EU, die relatief (zeer) dicht bij elkaar liggen, zo niet in elkaar overlopen, waarin de economie van de EU haast bepaald wordt, en waar ook grootstedelijke problemen bij horen, dan horen de grootstedelijke regio's van Parijs, Merseyside, North-West England, de West-Midlands, en Turijn daar absoluut bij.

## Gouden Banaan

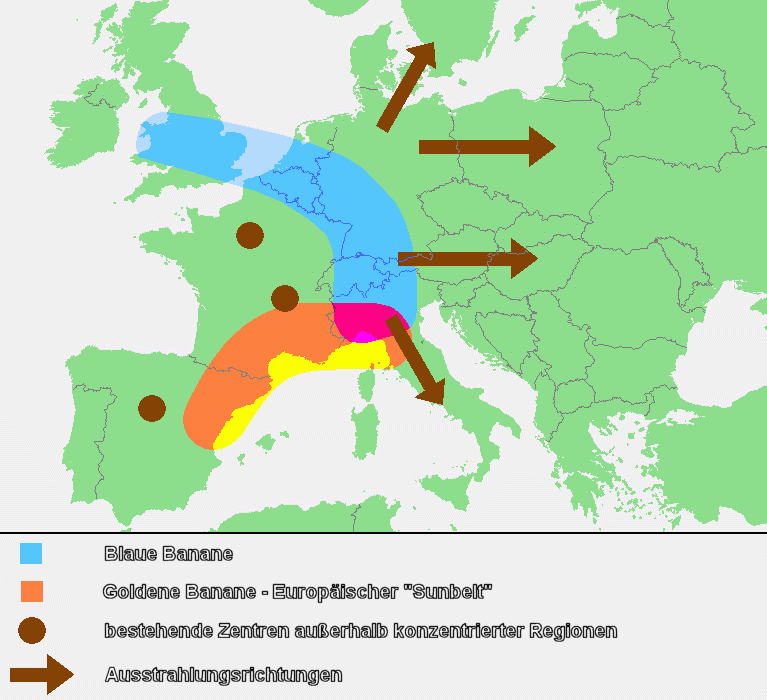
Blauwe- en Gouden Banaan

Er bestaat ook een Gouden Banaan. De Gouden Banaan is een boog die begint bij de Spaanse regio Valencia, en eindigt in wederom Milaan, Italië. Deze boog wordt zo genoemd, omdat hij langs de Mediterrane kust loopt, waar normaliter veel zonne-uren zijn. Het is dus een 'Zonnegordel', wat vertaald wordt in het goud in de naam. Telt men deze boog bij de Blauwe Banaan, dan komt men op een inwonertal dat makkelijk de 100 miljoen overschrijdt. Er is ook met enige regelmaat sprake van een noord-zuidboog (vanuit het zuiden van Zweden, richting de regio van Valencia) en een verlengde west-oostboog (van Parijs naar Warschau). Wanneer die worden meegerekend, dan komt men uit op een inwonertal van enkele honderden miljoenen. Deze ultra-grootstedelijke agglomeratie vindt haar weg door verschillende Europese landen, die behoudens Zwitserland, Liechtenstein en het Verenigd Koninkrijk lid zijn van de EU.
Lange tijd verwachtte men dat de Gouden Banaan of de west-oostboog het stokje van de Blauwe Banaan over zou nemen. Tot op heden is daar geen sprake van. Niet alleen is het aantal inwoners van deze gebieden lager (hoe meer mensen meedoen in de economie, hoe groter het belang van dat gebied), maar ook liggen de grootstedelijke gebieden in deze regio's verder uit elkaar, en heeft het tot op heden het BNP-niveau van de Blauwe Banaan niet weten te bereiken. Echter, de mogelijkheid dat een van deze twee regio's in de toekomst belangrijker wordt dan de Blauwe Banaan, blijft openstaan.

## Internationaal belang

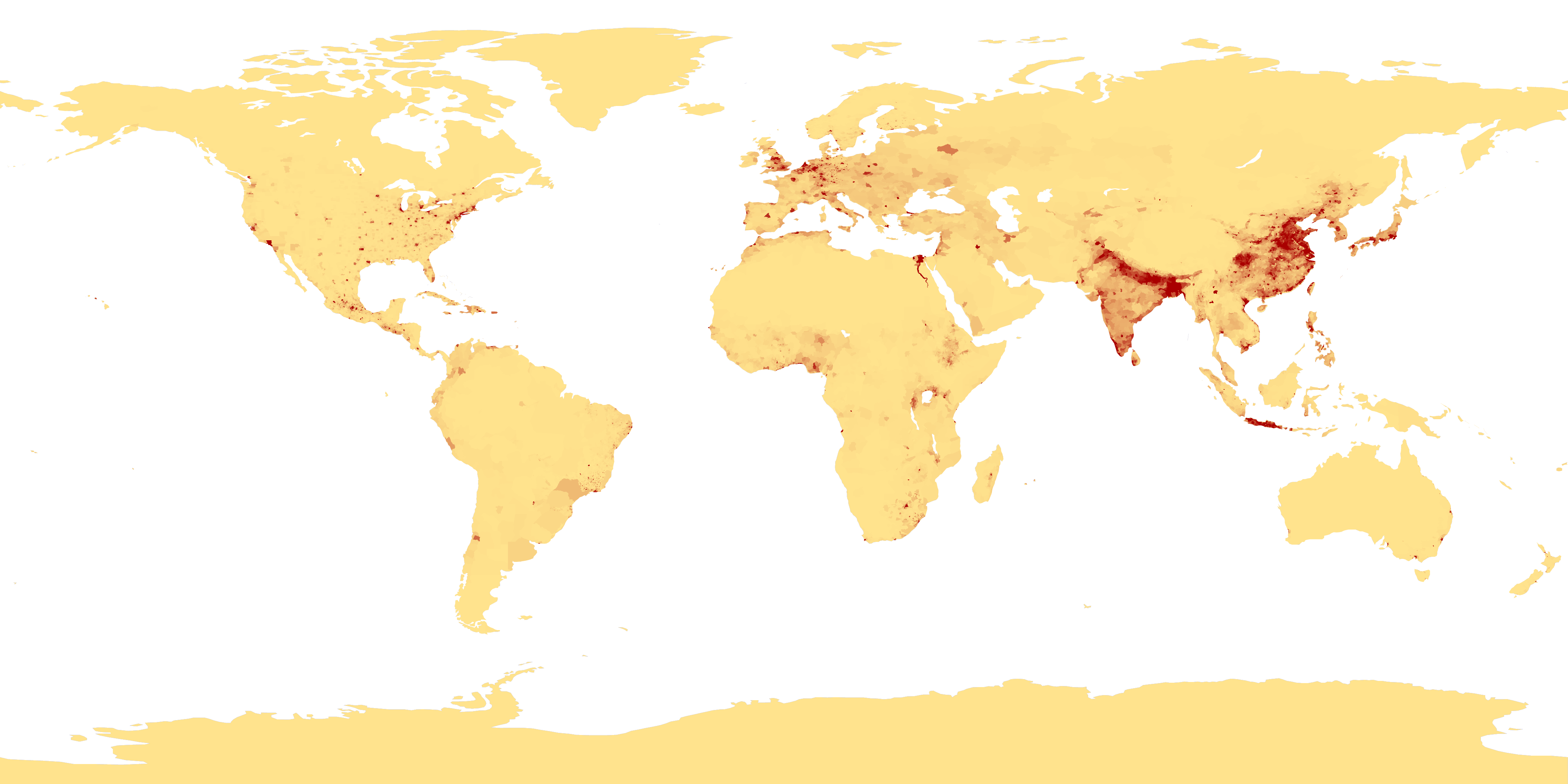
Bevolkingsdichtheid van de wereld

Internationaal gezien is de Blauwe Banaan een van de belangrijkste agglomeraties. Dit komt onder andere doordat vier van de tien grootste luchthavens van de wereld binnen deze regio liggen (Luchthaven Londen Heathrow, Parijs Luchthaven Charles de Gaulle, Luchthaven Frankfurt am Main en Amsterdam Luchthaven Schiphol), twee van de tien grootste havens (Haven van Rotterdam en de Haven van Antwerpen), vele internationale instanties, zoals het Vredespaleis, Europol en Eurojust in Den Haag, de de facto hoofdstad van de EU en hoofdkwartier van de NAVO (Brussel), het hoofdkantoor van de Europese Centrale Bank (in Frankfurt am Main), de hoofdkantoren van zowel internationale als intergouvernementele organisaties zoals de Wereldhandelsorganisatie en de Hoge Commissaris voor de Vluchtelingen in Genève alsmede het (minder belangrijke) internationaal bekende cultuur-, uitgaans- en modeleven in de grote steden binnen deze agglomeratie.
De Blauwe Banaan zit qua inwonertal in de top vijf van grootste megalopolissen in de wereld.